# 芯原微电子
芯原微电子（上海）股份有限公司（英語：VeriSilicon Holdings Co., Ltd.；上交所：688521，简称：芯原股份-U，扩位简称：芯原微电子）成立于2001年，是一家集成电路设计代工公司，提供定制化半导体解决方案和系统级芯片(SoC)设计一站式服务。
芯原在中国上海、北京、成都，美国圣何塞、达拉斯，芬兰奥卢设有研发中心，并在美国圣何塞，中国上海、北京、深圳、台北、新竹，日本东京，韩国首尔，法国尼斯以及德国慕尼黑设有销售和客户支持办事处。

## 历史
- 成立于2001年，是中国第一家提供芯片标准单元库的公司。[5]
- 2004年11月，收购香港众华科技有限公司及其子公司上海众华电子有限公司。 （页面存档备份，存于）
- 2006年7月，收购LSI Logic公司ZSP®数字信号处理器部门。[6]

2015年，收购Vivante Corporation。2020年8月，芯原股份登陆上海证券交易所科创板。

## 产品

### SOC平台
- 高清音频
- 高清视频
- 语音
- 无线

### IP库
- ZSP DSP核ZSP DSP核 （页面存档备份，存于）
- Hantro视频 （页面存档备份，存于）
- Vivante GPU
- Vivante VisionIP

## 外部連結
- 官方網站 （页面存档备份，存于）